# Från När till fjärran
Från När till fjärran är Ainbusks debutalbum som släpptes 1993 och innehåller inspelningar från gruppens framträdande i orten När på Gotland.

## Låtlista
| Nr           | Titel                                  | Originaltitel         | Längd |
| ------------ | -------------------------------------- | --------------------- | ----- |
| 1.           | Varje steg du tar                      | Every Breath You Take | 4:00  |
| 2.           | Clownen I                              |                       | 4:12  |
| 3.           | I'll Be With You in Apple Blossom Time |                       | 4:42  |
| 4.           | Hold Tight, Hold Tight                 |                       | 1:10  |
| 5.           | Berlinersång                           |                       | 4:02  |
| 6.           | Drömmarnas golv                        |                       | 3:56  |
| 7.           | Lover Man                              |                       | 2:54  |
| 8.           | Dammidag                               |                       | 4:14  |
| 9.           | Stora pojkar                           |                       | 4:00  |
| 10.          | Den andra kvinnan                      | The Other Woman       | 3:02  |
| 11.          | Lassie                                 |                       | 3:39  |
| 12.          | Min väntande vän                       | Telling Me Lies       | 2:57  |
| 13.          | Internationell svordomsvisa            |                       | 2:56  |
| 14.          | Clownen II                             |                       | 4:47  |
| 15.          | Älska mej                              |                       | 4:08  |
| 16.          | Gunatt                                 |                       | 2:15  |
| Total längd: | Total längd:                           | Total längd:          | 56:54 |

## Listplaceringar
| Lista (1993) | Topplacering |
| ------------ | ------------ |
| Sverige      | 49           |